# NGC 5841
NGC 5841 في الفهرس العام الجديد، هي مجرة، تقع في كوكبة العذراء. اكتشفت في 6 مايو 1862 بواسطة هاينريش لويس دريست.

## روابط خارجية
- NGC 5841 على موقع ويكي سكاي: DSS2, SDSS, GALEX, IRAS, Hydrogen α, X-Ray, Astrophoto, Sky Map, Articles and images